# A Tribe Called Quest
A Tribe Called Quest var en amerikansk rap-gruppe, der blev dannet i 1985 af Q-Tip, Phife Dawg og Ali Shaheed Muhammad. Navnet fandt vennerne fra Jungle Brothers på, og det var også dem, der gav Q-Tip hans debut på nummeret Black is Black. Senere fulgte A Tribe Called Quests første single Description of a Fool, der førte videre til Q-Tips medvirken på De la Souls 3 Feet High & Rising og Dee-Lites Groove is in the heart.
Med albummet People's Instinctive Travels and the Paths of Rhythm fra 1990 kom A Tribe Called Quest med ét på alles læber. Albummets tilbagelænede stil spredte sig også ud til det brede publikum; ikke mindst takket være singlen Can I Kick It? med et velkendt Lou Reed-sample. Var debuten banebrydende, så var det dog intet sammenlignet med mesterværket The Low End Theory, der satte nye standarder med dets  fortællinger om voldtægt og pladeindustriens brodne kar. Eller som den abstrakte poet Q-Tip udtrykte det på nummeret Check the Rhime: "Industry rule number 4080 – record company people are shady".
På Midnight Marauders fra 1993 viste gruppen en mere hård lydside, hvilket bl.a. kom til udtryk på hitsinglen Award Tour. I 1996 udsendte gruppen undergrunds-hyldesten Beats, Rhymes and Life, før de i 1998 udgav deres sidste album The Love Movement.
Efterfølgende udgav både Q-Tip og Phife soloalbums, hvor især Q-Tips Jay-Dee-producere Amplified satte sindene i bevægelse.
Med singlen (ICU) Doin' It gendannes gruppen i 2004. Der forventede comebackalbum udkom dog først i 2016. Albummet blev navngivet We Got It From Here Thank You 4 Your Service. Specefikt fordi det afdøde medlem Phife Dawg gerne ville have det navn

## Diskografi

### Albums
- 1990: People's Instinctive Travels and the Paths of Rhythm
- 1991: The Low End Theory
- 1993: Midnight Marauders
- 1996: Beats, Rhymes & Life
- 1998: The Love Movement
- 2016: We Got It from Here... Thank You 4 Your Service